# La Tene
La Tène je naselje na bregovih reke Thielle v Švici.
La Tène je naselje iz mlajše železne dobe, nastalo v obdobju od 3. do 1. stoletja pr. n. št., ki leži na obeh bregovih reke Thielle. Ob poplavi v 1. stoletja pr. n. št. je reka spremenila svoj tok in uničila naselje. Pri arheoloških izkopavanjih leta 1856 so odkrili ohranjena okostja v poplavi umrlih ljudi in živali, ostanke zgradb in veliko predmetov: orožje, deli vozov, orodje, nože, ročne mline in oblačila. Kulturo najdeno iz mlajše železne dobe, so po kraju odkritja imenovali Latenska kultura  ali Latenska doba, ki datira v čas od 5. do 1. stoletja pr. n. št.